# Avraham Biran
Avraham Biran (en hebreo: אברהם בירן), nacido como Avraham Bergman (Petaj Tikva, 23 de octubre de 1909 - Jerusalén, 16 de septiembre de 2008) fue un arqueólogo israelí conocido por encabezar las excavaciones de Tel Dan, en el norte de Israel, durante más de 30 años.

## Biografía
Biran nació en 1909 en Petaj Tikva (Israel), por entonces parte del Imperio Otomano, casi cuarenta años antes de la creación del estado de Israel. En 1930 comenzó sus estudios en la Universidad de Pensilvania y en 1931 se matriculó en el departamento de Estudios de Oriente Próximo en la Universidad Johns Hopkins de Baltimore, doctorándose en 1935. En el mismo año volvió a Israel y participó en varias excavaciones arqueológicas en Israel, Irak y Jordania. De 1961 a 1974 fue director del Israel Department of Antiquities and Museums.
En 1966 inició las excavaciones de Tel Dan, durante las cuales descubrió la Estela de Tel Dan, con inscripciones en antiguo cananeo y en la que se menciona a la Casa de David.

## Obras
- Temples and High Places in Biblical Times, 1977.
- Dan: 25 Years of Excavation, 1992.
- Biblical Dan, 1994.
- Detailed Report on the Excavation al Tel Dan.